# جان لافيت
جان لافيت (بالإنجليزية: Jean Lafitte)‏ (و. 1776 – 1826 م) هو قرصان تفويضي، ورائد أعمال من الولايات المتحدة الأمريكية ولد في بياريتز، وفرنسا.
وهو عضو في الحزب الديمقراطي الأمريكي[بحاجة لمصدر] .